# Starodub
Starodub (ros. Стародуб) – miasto w Rosji, w obwodzie briańskim, siedziba administracyjna rejonu starodubskiego.
Siedziba powiatu starodubowskiego w województwie smoleńskim I Rzeczypospolitej. Miejsce obrad sejmików ziemskich powiatu starodubowskiego.
W 1865 w Starodubie urodziła się polska malarka i kolekcjonerka sztuki Alina Bondy-Glassowa.

## Demografia
- 2010 – 19 010[4]
- 2021 – 18 086[1]

## Historia

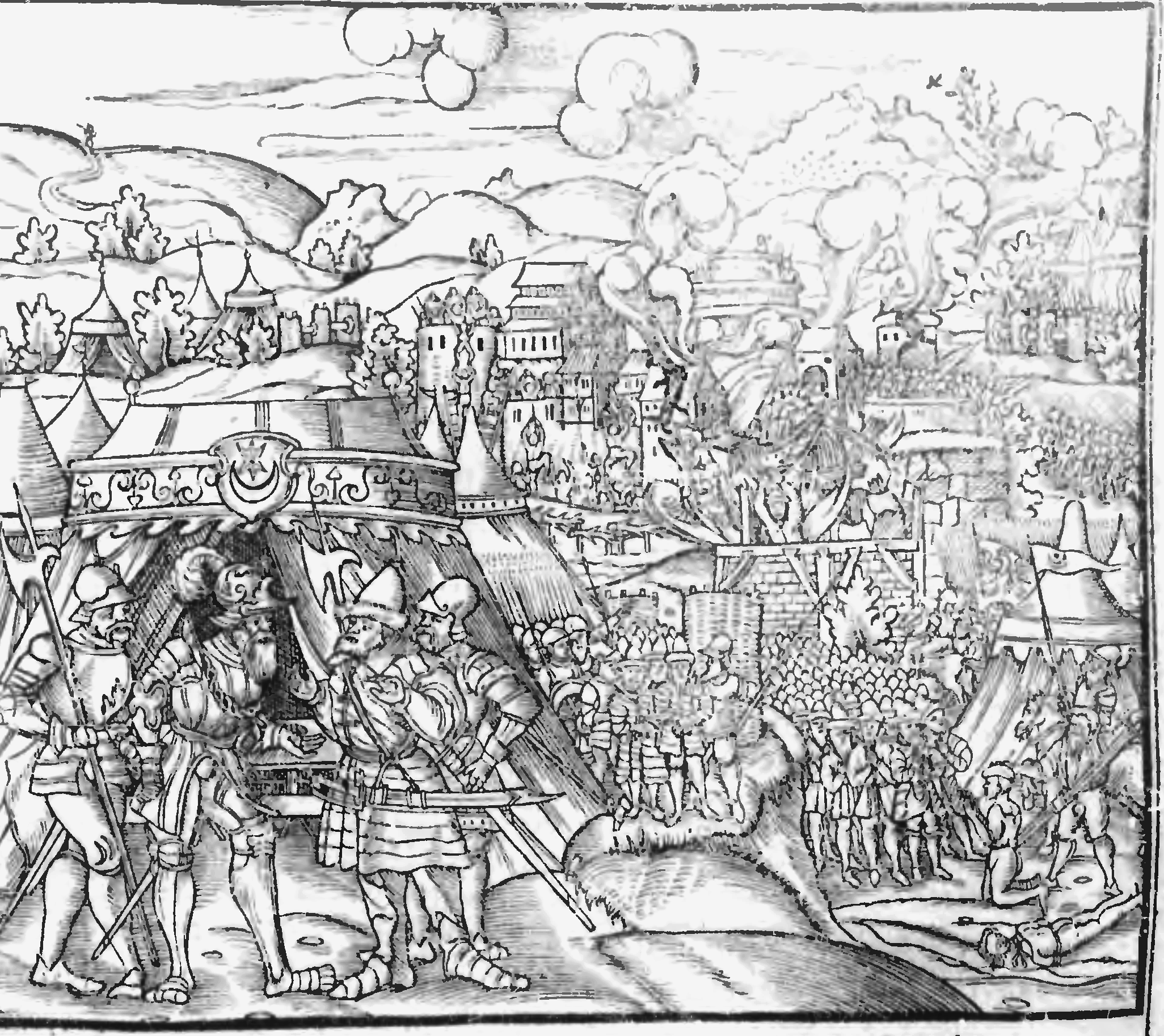
Hetman Jan Tarnowski podczas oblężenia Staroduba 1535, drzeworyt z Kroniki wszystkyego swyata Marcina Bielskiego

Najstarsze znane zapiski o Starodubie pochodzą z XI wieku. W średniowieczu stolica niewielkiego księstwa ruskiego. W XIV wieku podbity przez Wielkie Księstwo Litewskie. W 1408 wielki książę litewski Witold Kiejstutowicz nadał miasto Świdrygielle.
Pomiędzy 1503 a 1618 w granicach Moskwy oraz Rosji, kilkakrotnie najeżdżane przez wojska polsko-litewskie m.in. w latach 1515, 1534 i 1535. W czasie piątej wojny litewsko-moskiewskiej (starodubskiej) oblegany przez Jana Amora Tarnowskiego.
W 1616 pod Starodubem zmarł Aleksander Józef Lisowski, twórca i dowódca lisowczyków.
W 1618 Polacy pod wodzą Marcina Kazanowskiego odzyskali Starodub. Starodub został miastem powiatowym w Rzeczypospolitej. W 1632 okupowany przez Rosję. Wiosną 1664 roku wraz z armią stacjonował w mieście król Jan II Kazimierz Waza.
Od 1667 znalazł się w granicach Rosji, wcześniej zniszczony przez Tatarów krymskich w 1660 i wojska polskie w 1663. W granicach Rosji do 1764 przynależał administracyjnie do Hetmanatu. W 1677 ucierpiał w pożarze. Otrzymał prawa miejskie w 1780.